# Megaselia anticheira
Megaselia anticheira is een vliegensoort uit de familie van de bochelvliegen (Phoridae). De wetenschappelijke naam van de soort werd voor het eerst geldig gepubliceerd in 2004 door Disney.